# Jordan Rossiter
Jordan Bernard Rossiter (Liverpool, 1997. március 24. –) angol korosztályos válogatott labdarúgó, a Fleetwood Town játékosa.

## Pályafutása

### Klubcsapatokban

#### Fiatal évei
Rossiter 6 évesen került a Liverpool akadémiájára, ahol elsőként az U6-os csapat tagja volt. A 15, születésnapját követően debütált az U18-as csapatban. Ez időben a NextGen Series kupában debütált az U19-es csapatban az Internazionale elleni mérkőzésen. A mérkőzést követően Robbie Fowler róla mondta, hogy tehetsége összehasonlítható Steven Gerrardéval. A 2013-2014-es szezonban az U21-es csapat állandó tagja lett, majd a szezon végén elnyerte az akadémia év játékosa díjat. 2014 szeptemberében nevezték az U19-es csapat játékosaként az UEFA-ifjúsági bajnokok ligájába.

#### Liverpool
A 2013-14-es szezonban az első keret tagja lett, majd 2013. december 29-én a Chelsea elleni bajnoki  mérkőzésen a kispadon kapott szerepet Brendan Rodgerstől. 2014. szeptember 23-án debütált a felnőtt csapat játékosaként az angol ligakupában a Middlesbrough ellen, védelmi hibát követően a 10. percben betalált, miután a saját kapujából kimozduló, lábbal menteni igyekvő Jamal Blackman luftot rúgott. Ezzel a találattal a klub második legfiatalabb gólszerzője lett Michael Owent követve. 2015. július 11-én bekerült a Liverpool 30 fős keretében, amely részt vett a nyári felkészülési turnén. Augusztus 22-én Brendan Rodgers bejelentette, hogy az első csapat tagja lett és nem adják kölcsönbe. Két nappal később az Arsenal ellen mutatkozott be a bajnokságban Lucas Leiva cseréjeként. Szeptember 17-én az Európa Ligában a francia Bordeaux ellen is csereként debütált. 2016. május 6-án bejelentették, hogy a szezon végén elhagyja a klubot és a skót Rangers játékosa lesz.

#### Rangers
2016. május 13-án a Rangers csapata is megerősítette érkezését, valamint azt is bejelentették, hogy négy évre írt alá. Július 25-én debütált a Stranraer csapata elleni ligakupa találkozón. A következő hónapokban több sérülés is hátráltatta. 2018. május 13-án szerezte meg a klub színeiben az első gólját a Hibernian. csapata ellen.
2019. január 31-én kölcsönbe került az angol Bury csapatához fél évre. Július 8-án ismét kölcsönbe került, ezúttal a harmadosztályú Fleetwood Town csapatához.

### A válogatottban
Az angol U16-os labdarúgó-válogatott csapatkapitánya volt a 2012-es Victory Shield elnevezésű kupában. 2013 novemberében négy liverpooli társával bekerültek az angol U17-es válogatottba. Részt vett a 2014-es Algarve tornán, ahol a döntőben a német U17-es válogatott ellen 1-0-ra kaptak ki. 2014 szeptemberében meghívott kapott az angol U18-as labdarúgó-válogatottba a Hollandia elleni mérkőzésre, amelyen az 59. percben Taylor Moore cseréjeként debütált. 2015. augusztus 27-én az U19-es válogatottban is bemutatkozott Németország ellen.

## Statisztika
2019. november 23. állapot szerint.
| Klub             | Szezon           | Bajnokság            | Bajnokság | Bajnokság | FA-kupa | FA-kupa | Ligakupa | Ligakupa | Nemzetközi | Nemzetközi | Összesen | Összesen |
| Klub             | Szezon           | Osztály              | Mérk.     | Gól       | Mérk.   | Gól     | Mérk.    | Gól      | Mérk.      | Gól        | Mérk.    | Gól      |
| ---------------- | ---------------- | -------------------- | --------- | --------- | ------- | ------- | -------- | -------- | ---------- | ---------- | -------- | -------- |
| Liverpool        | 2013–14          | Premier League       | 0         | 0         | 0       | 0       | 0        | 0        | 0          | 0          | 0        | 0        |
| Liverpool        | 2014–15          | Premier League       | 0         | 0         | 0       | 0       | 1        | 1        | 0          | 0          | 1        | 1        |
| Liverpool        | 2015–16          | Premier League       | 1         | 0         | 0       | 0       | 0        | 0        | 3          | 0          | 4        | 0        |
| Liverpool        | Összesen         | Összesen             | 1         | 0         | 0       | 0       | 1        | 1        | 3          | 0          | 5        | 1        |
| Rangers          | 2016–17          | Scottish Premiership | 4         | 0         | 0       | 0       | 2        | 0        | 0          | 0          | 6        | 0        |
| Rangers          | 2017–18          | Scottish Premiership | 2         | 1         | 0       | 0       | 1        | 0        | 2          | 0          | 5        | 1        |
| Rangers          | 2018–19          | Scottish Premiership | 4         | 0         | 0       | 0       | 1        | 0        | 0          | 0          | 5        | 0        |
| Rangers          | Összesen         | Összesen             | 10        | 1         | 0       | 0       | 4        | 0        | 2          | 0          | 16       | 1        |
| Bury             | 2018–19          | League Two           | 16        | 1         | 0       | 0       | 0        | 0        | 1          | 0          | 17       | 1        |
| Fleetwood Town   | 2019–20          | League One           | 15        | 0         | 1       | 0       | 1        | 0        | 2          | 0          | 19       | 0        |
| Karrier összesen | Karrier összesen | Karrier összesen     | 42        | 2         | 1       | 0       | 6        | 1        | 8          | 0          | 57       | 3        |

## Sikerei, díjai
- A Liverpool Akadémia Év játékosa: 2013-14